# Анна Юлих-Клеве-Бергская
Анна Юлих-Клеве-Бергская (нем. Anna von Jülich-Kleve-Berg; 1 марта 1552, Клеве — 16 октября 1632, Хёхштедт-ан-дер-Донау) — дочь герцога Вильгельма Юлих-Клеве-Бергского и его второй жены Марии Австрийской, принцесса, в замужестве — пфальцграфиня Нойбурга.

## Биография
Анна — вторая дочь Вильгельма Юлих-Клеве-Бергского и Марии Австрийской, внучка императора Священной Римской империи Фердинанда I. Выросла при дюссельдорфском дворе, отличавшемся на тот момент религиозной терпимостью. В то время как её братья принцы были воспитаны в католической вере, воспитанием Анны занималась Амалия Клевская, незамужняя сестра герцога, обратившаяся в лютеранство.
24 сентября 1574 года Анна вышла замуж за Филиппа Людвига Пфальц-Нейбургского, старшего сына цвейбрюккенского пфальцграфа Вольфганга Пфальц-Цвейбрюккенского, убеждённого протестанта. На тот момент ещё оставались сомнения относительно вероисповедания Анны, которая согласилась с выбором мужа и окончательно приняла лютеранство. По брачному договору Анна получила Лутцинген и Хёхштедт-ан-дер-Донау в качестве свадебного подарка.
Из-за привилегий, пожалованных Карлом V Вильгельму при браке с Марией Австрийской, Анна и её сестры были выгодными партиями. На основании этих привилегий муж Анна Филипп Людвиг выдвинул в 1609 году после смерти Иоганна Вильгельма, последнего мужского наследника своей линии, претензии на все владения герцогов Юлих-Клеве-Берг. В то же время остальные сестры Анны, также вышедшие замуж за другие рода, выдвинули свои претензии на герцогство, что послужило началом войны за клевское наследство. В споре за наследство Анна приняла сторону своего старшего сына Вольфганга Вильгельма. В 1614 году Вольфганг примкнул к католической лиге из-за религиозных и политический противоречий с отцом. В результате соглашения в Ксантене Вольфганг смог сохранить за Нойбургом герцогства Юлих и Берг.
Анна, придерживавшаяся протестантских взглядов до конца жизни, была сильно потрясена переходом сына в католичество. Она старалась убедить сына не присоединяться к католикам, но потерпела неудачу в своих увещеваниях.
После смерти мужа Анна переехала в замок Хёхштедт, где и провела свои последние дни. Из-за вторжения шведских войск в ходе Тридцатилетней войны, а также последующих религиозных войн тело Анны удалось похоронить только в 1633 году совместно с ещё 8 членами её семьи. Она была захоронена в семейной усыпальнице в церкви Св. Мартина в Лауингене.

## Семья
От брака с Филиппом Людвигом родилось 8 детей:
- Анна Мария (18 августа 1575 — 11 февраля 1643), вторая супруга Фридриха Вильгельма I Саксен-Веймарского
- Доротея Сабина (13 октября 1576 — 12 декабря 1598)
- Вольфганг Вильгельм (1578—1653), пфальцграф Нейбурга
- Оттон Генрих (умер в младенчестве)
- Август (2 октября 1582 — 14 августа 1632), пфальцграф Зульцбаха
- Амалия Гедвига (24 декабря 1584 — 15 августа 1607)
- Иоганн Фридрих (23 августа 1587 — 19 октября 1644), пфальцграф Зульцбах-Хильпольтштейна
- София Барбара, умерла в младенчестве.